# Мінова (Наґано)

35°54′54″ пн. ш. 137°58′55″ сх. д. / 35.91500° пн. ш. 137.98194° сх. д.
Міно́ва (яп. 箕輪町, みのわまち, МФА: [mʲinowa mat͡ɕi̥]) — містечко в Японії, в повіті Камі-Іна префектури Наґано. Станом на 1 квітня 2009 площа містечка становила 86,12 км². Станом на 1 липня 2011 населення містечка становило 26 136 осіб.